# كارول مارين
كارول مارين (بالإنجليزية: Carol Marin)‏ هي صحفية أمريكية، ولدت في 10 أكتوبر 1948.